# Bankfoot
Bankfoot è una località della Scozia, situata nell'area di consiglio di Perth e Kinross.